# Chiesa dei Santi Sebastiano e Fabiano (Marciana)
La chiesa dei Santi Sebastiano e Fabiano è un edificio sacro che si trova a Marciana.
La chiesa, sorta durante il XVI secolo e completamente ricostruita nel 1798, era sede della Confraternita del Santissimo Sacramento, sciolta alla fine del 2005. Pur di dimensioni inferiori, presenta analogie con la chiesa di Santa Caterina nell'assetto decorativo della facciata la quale risulta anzi più movimentata dell'altra per l'aggetto delle corniciature sotto il frontone e per il ritmo scandito dalle paraste.